# Madesjö
För andra betydelser, se Madesjö (olika betydelser).
Madesjö är kyrkby i Madesjö socken och sedan 1965 en del av tätorten Nybro i Nybro kommun. 
I Madesjö ligger Madesjö kyrka. 

## Madesjö hembygdsmuseum
I Sveriges näst längsta träbyggnad kyrkstallarna, finns ett av Sveriges största hembygdsmuseer, Madesjö hembygdsmuseum. Byggnaden är cirka 200 meter och innehåller cirka 7 000 registrerade föremål presenterade i olika miljöer. Bland annat visas handelsboden med mängder av originalvaror och inredningsdetaljer. Bakom museet finns ekhagen Klockarängen.

### Madesjö kyrkstallar
Madesjö var en stor socken både till yta och befolkning. Under gudstjänsterna i kyrkan, som tog flera timmar, stod oxar, kor och hästar som användes för kyrkskjutsen utanför och väntade. På 1700-talet byggde därför de olika bönderna sina egna stall runt om på ängsmarkerna runt kyrkan och i mitten av 1800-talet fanns det ca. 150 stallar utspridda runt kyrkan.
År 1865 beslutade man att riva alla stallar för att i stället bygga gemensamma enhetliga stallängor. På det sättet skulle man kunna få bukt med spritmissbruket. 1879–1880 var byggnationen klar, då fanns det stallängor på sju sidor av de fyra vägarna som möttes vid Madesjö kyrka. Den sammanlagda längden var över 700 meter och ca 480 stallar. Alla stalldörrar var då placerade ut mot vägbanan och kyrkan. Djuren stod i stallarna och vagnarna stod parkerade utanför.
Redan på 1890-talet började man nagga i kanten på stallarna när Örsjö blev egen församling. Stallägarna från den delen av församlingen tog först bort dörrar och stallinredning, men även innerväggar. Omkring 1920 revs sedan de då taklösa stallarna.
I slutet av 1930-talet uppmärksammades Madesjö kyrkstallar som kulturhistoriskt intresse. Ämnet aktualiserades genom en annons om försäljning av en del stallar. Man ville riva en stallänga utmed Örsjövägen, den var illa medfaren och inte värd att renoveras. Samtidigt ansågs den riskabel ur trafiksynpunkt då bilarnas antal ökade. Det diskuterades också ny byggnadsordning för kyrkoområdet. 1939 revs så den berörda stallängan och kom att användas i Flygsfors glasbruk som pannved till glasugnarna.
Nybro hembygdsförening, (de verkade i området då) visade intresse för att de återstående stallarna skulle bevaras som ett kulturhistoriskt minnesmärke.
Idag består en byggnad norr om kyrkan på 90 meter och den vinkellänga om ca 200 meter utefter vägarna mot Hermanstorp och Örsjö. Den längan innefattar nu Madesjö hembygdsmuseum. Detta påstås vara ett av Sveriges längsta hembygdsmuseum med ca 7000 - 8000 föremål.

#### Madesjö hembygdsförenings historia
Den 20 februari 1957 vid sammanträde i kommunalnämnden i Madesjö kommun som frågan om bildandet av en hembygdsförening i Madesjö. En kommitté tillsattes bestående av f.d. lantbrukaren Valter Carlsson, Örsjö, komminister Lennart Fröler, Riddartorp, lantbrukaren Manfred Johansson, Ljusås och folkskollärare Helge Ulme, Kristvallabrunn.
Senare den 19 maj 1957 ordnades en hembygdsdag i Madesjö vid mötet efteråt bildades en interimsstyrelse, komminister Lennart Fröler (ordf.), lantbrukaren Erik Madeland, kommunalkamrer Bertil Nilsson (sekreterare) och Manfred Johansson (kassör). Från Örsjö valdes Fru Svea Warme, lantbrukare Sture Johansson och Fru Gulli Persson. Från Kristvalla valdes handlare Erik Jönsson, folkskollärare Helge Ulme (vice ordf.) och Fru Britta Forsberg. Madesjö Hembygdsförening var bildad.
De första verksamhetsåren med Madesjö hembygdsförening

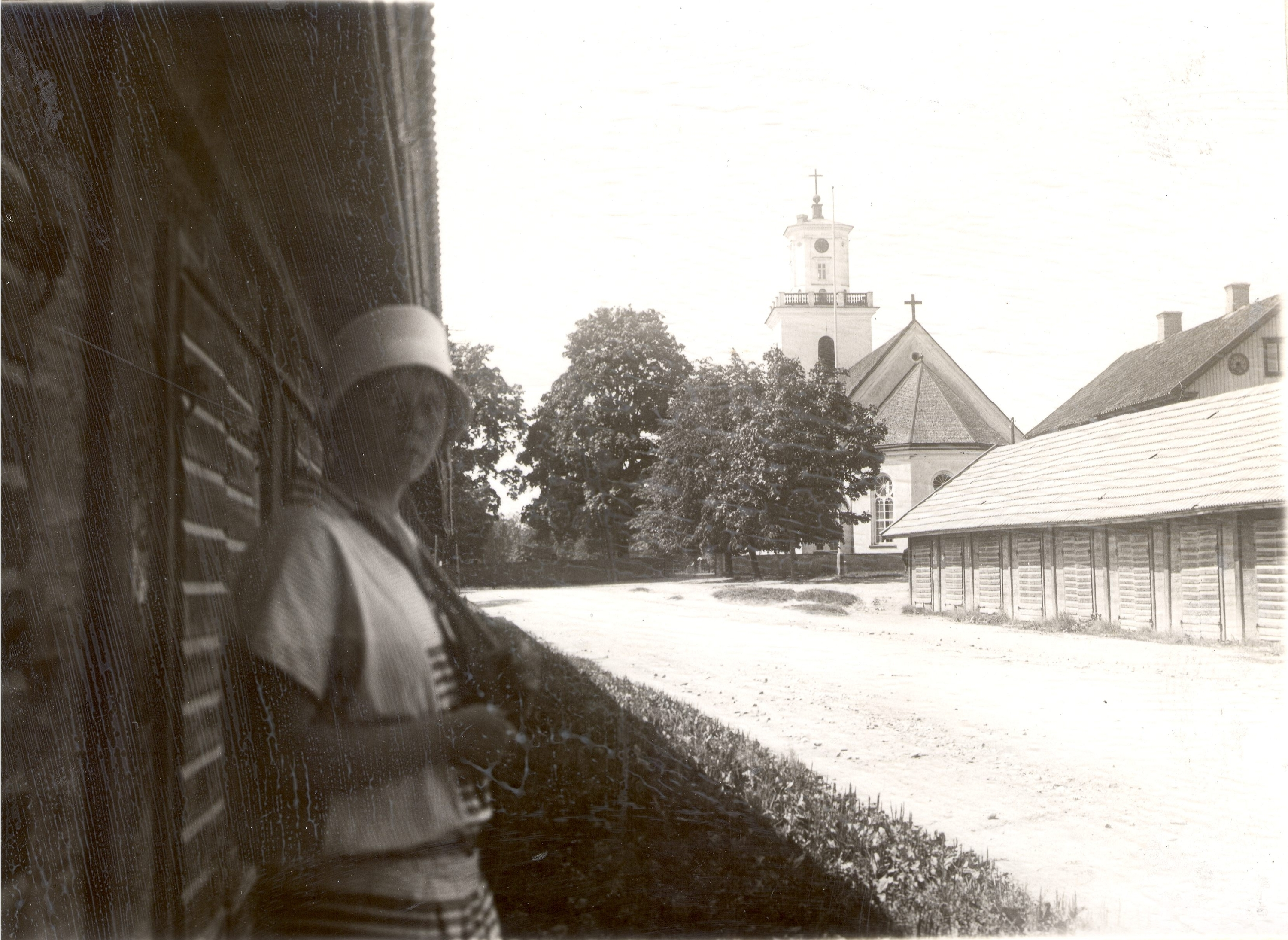
Kvinna vid Madesjö kyrkstallar, Nybrolängorna

Hembygdsföreningen omfattade alltså tre socknar, Örsjö, Kristvalla och Madesjö. Örsjö hembygdsförening gick in i den nybildade föreningen och överlämnade "Franses stuga" i Orrabäck och loftboden i Örjsö till den nya föreningen. Vidare fick man också ta emot ett gammalt härbre (vistusbod, förrådshus, enl. Svenska Akademiens ordlista) från Smedjevik, det uppfördes troligen redan på 1600-talet. Madesjö kommuns skogsallmänning skänkte den.
En utredning sattes igång för att ta reda på om en sockendräkt funnits i området, detta fick man dock låta bero då man inte kom någon vart.
Under andra verksamhetsåret satt samma styrelse kvar som tillhört interimsstyrelsen.
Franses stuga flyttades till en centralare plats i Orrabäck. Man gjorde då en renovering av stugan och dess föremål. Även Smedjeviks härbre fick en upprustning.
Föreningen fick också mottaga ett 30-tal kyrkstallar som gåva från Madesjö kyrka. Ordförande Lennart Fröler och gjuterimästare Erik Höij började forska i vilka som ägde de resterande spiltor i stallarna. De skickade ut gåvobrev och på det sättet ägde föreningen till slut hela stallarna.

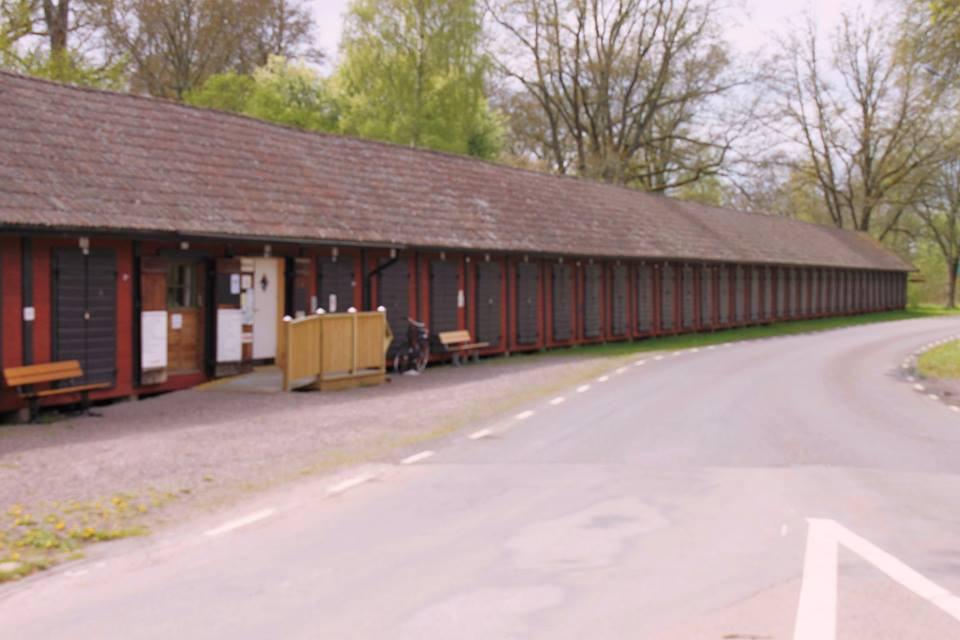
Madesjö hembygdsmuseum

#### Sammanställning av hembygdsföreningens arbete med stallarna
hämtat ur Hembygdskrönikan 2008
- 1958 Ett trettiotal stallar erhölls som gåva
- 1959 Rödmålning och viss renovering, de första föremålen placerades - stockbåtar
- 1960 Några stallar iordningställdes, Klockarängen röjdes
- 1961 Överlämnades flera stallar, ca 1000 besökare.
- 1963 De första miljöerna iordningställdes, skomakeri och glastillverkning
- 1970 Föreningen sökte AMS-bidrag på 200 000 kr för renovering
- 1971 AMS beviljade 225 000 kr
- 1972 Byggnadsfirman Kurt Carlsson genomförde totalrenovering för 236 508:96 kr

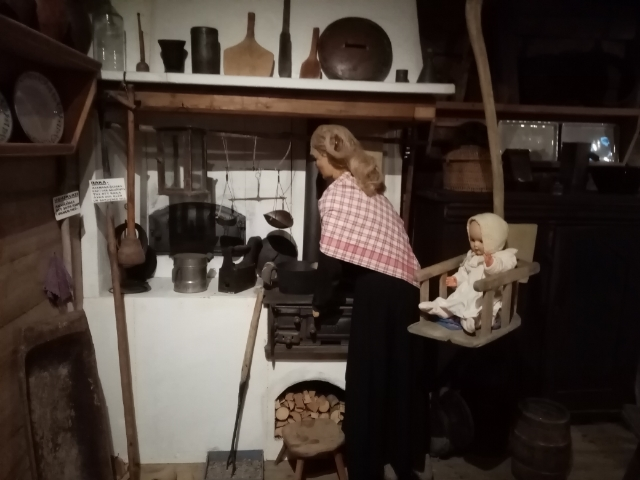
Bondeköket

- 1973 Nyinvigning av museet efter renovering, ytterligare 121 500 kr i bidrag beviljades av AMS.
- 1979 Start för registrering av föremål med stöd av Kalmar läns museum
- 1980 Premiär för öppet 15 juni - 15 aug
- 1983 Reparation av yttertak 8 274 kr
- 1989 Lanthandeln deponerades. Köksmiljön och skolsalen färdigställdes.

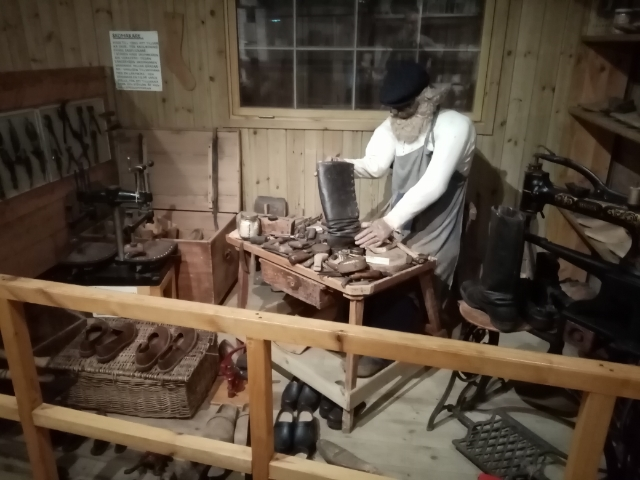
Skomakarverkstaden

- 1991 Nya avdelningar Gunnabo gård och bykavdelningen

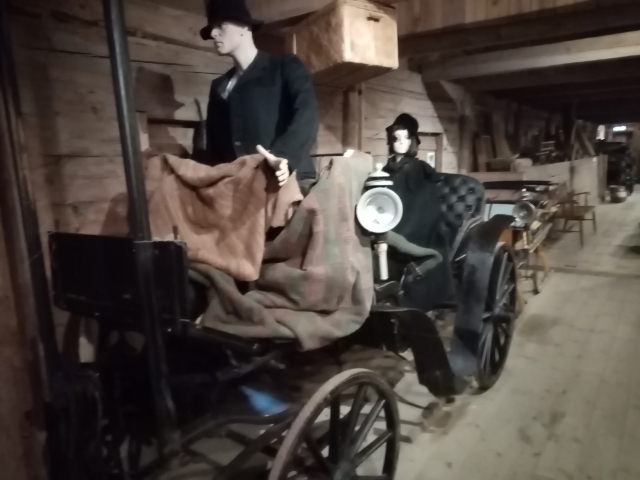
Kyrkskjuts

- 1992 Invigdes klädkammaren, kostnad 130 000 kr
- 1993 Gårdssmedjan och snickarboden klara
- 1996 Biodlarområdet färdigställt
- 1997 Skogsavdelningen blev klar, 30 000 kr
- 1998 Målningarna till skogen monterades
- 1999 Edit Johansson rum invigdes
- 2000 Erik Höglunds minnesutställning färdig
- 2001 Ett rum för tillfälliga utställningar öppnades, första utställningen herrhattar
- 2002 Skrädderiet iordningställdes
- 2003 Sveriges största hembygdsmuseum, skyltar kom upp
- 2004 Lanthandeln övergick i föreningens ägo
- 2005 Museet målades om utvändigt, en film om museet kom till
- 2006 Första antik- och loppmarknad ägde rum
- 2007 Utvandraravdelningen och en 50-årsjubileumsutställning gjordes
- 2010 Föremålsregistrering påbörjades med digitalisering och fotografering
- 2011 Förbättring av belysning, larm och el, påbörjat med skenor och LED
- 2012 Renovering av entré invändigt och toaletter
- 2013 Ny entré med ramp och ytterdörr
- 2014 Fortsatt registrering, ej fullföljd
- 2016 "Levande museum" genomfördes för första gången
- 2019 Serveringstillstånd utfärdades
- 2020 Uteveranda byggdes på Klockarängen
- 2021 QR-koder på flera miljöer gjordes